# Schloss Rastatt

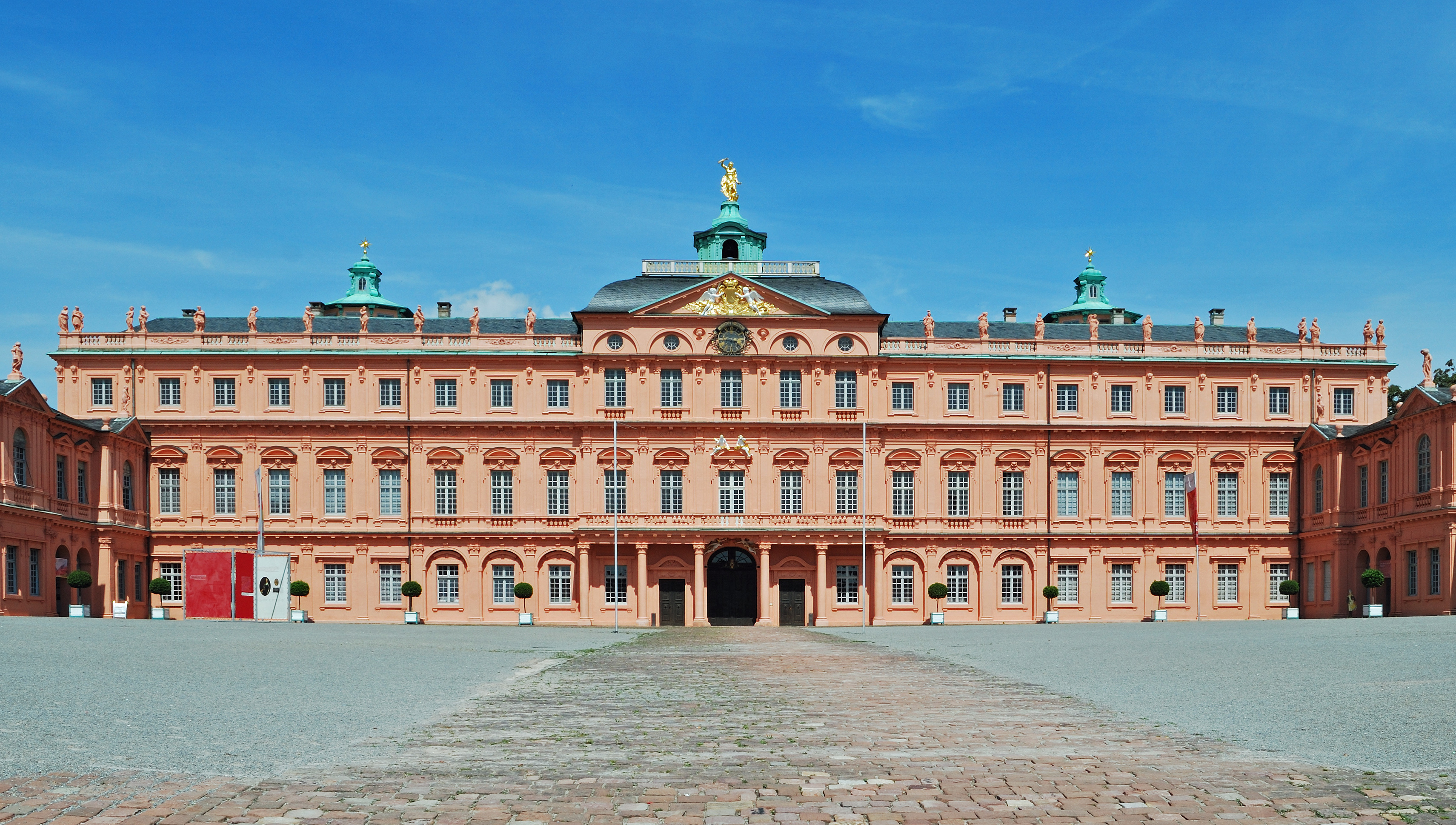
Schloss Rastatt, Stadtseite

Schloss Rastatt ist eine ehemalige Residenz der Markgrafen von Baden-Baden in der baden-württembergischen Stadt Rastatt. Die barocke Dreiflügelanlage wurde ab 1697 im Auftrag von Ludwig Wilhelm von Baden-Baden nach Entwurf von Domenico Egidio Rossi erbaut. Hervorzuheben sind die Treppenhäuser, der Ahnensaal und die Schlosskirche.

## Geschichte

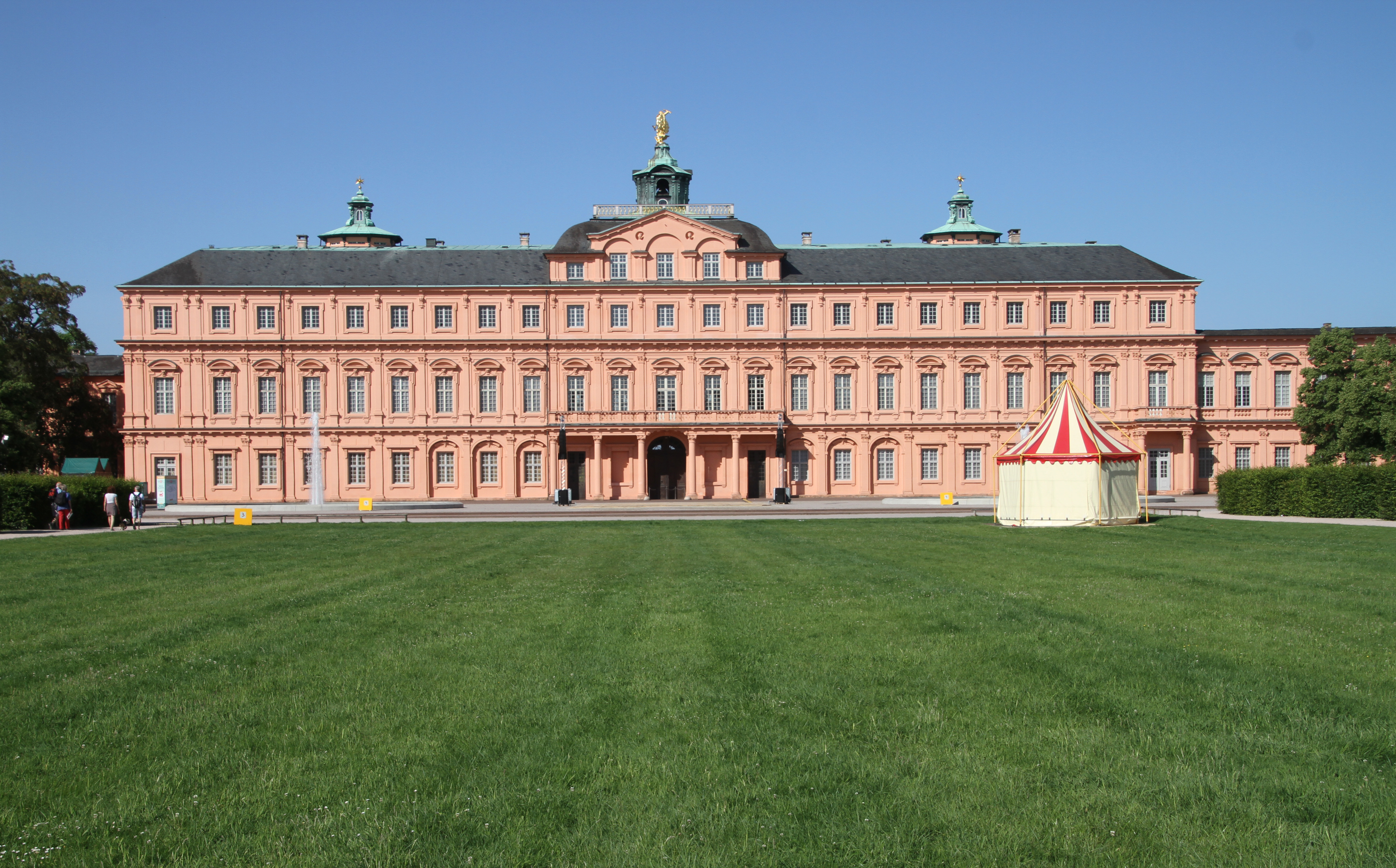
Schloss Rastatt, Gartenseite

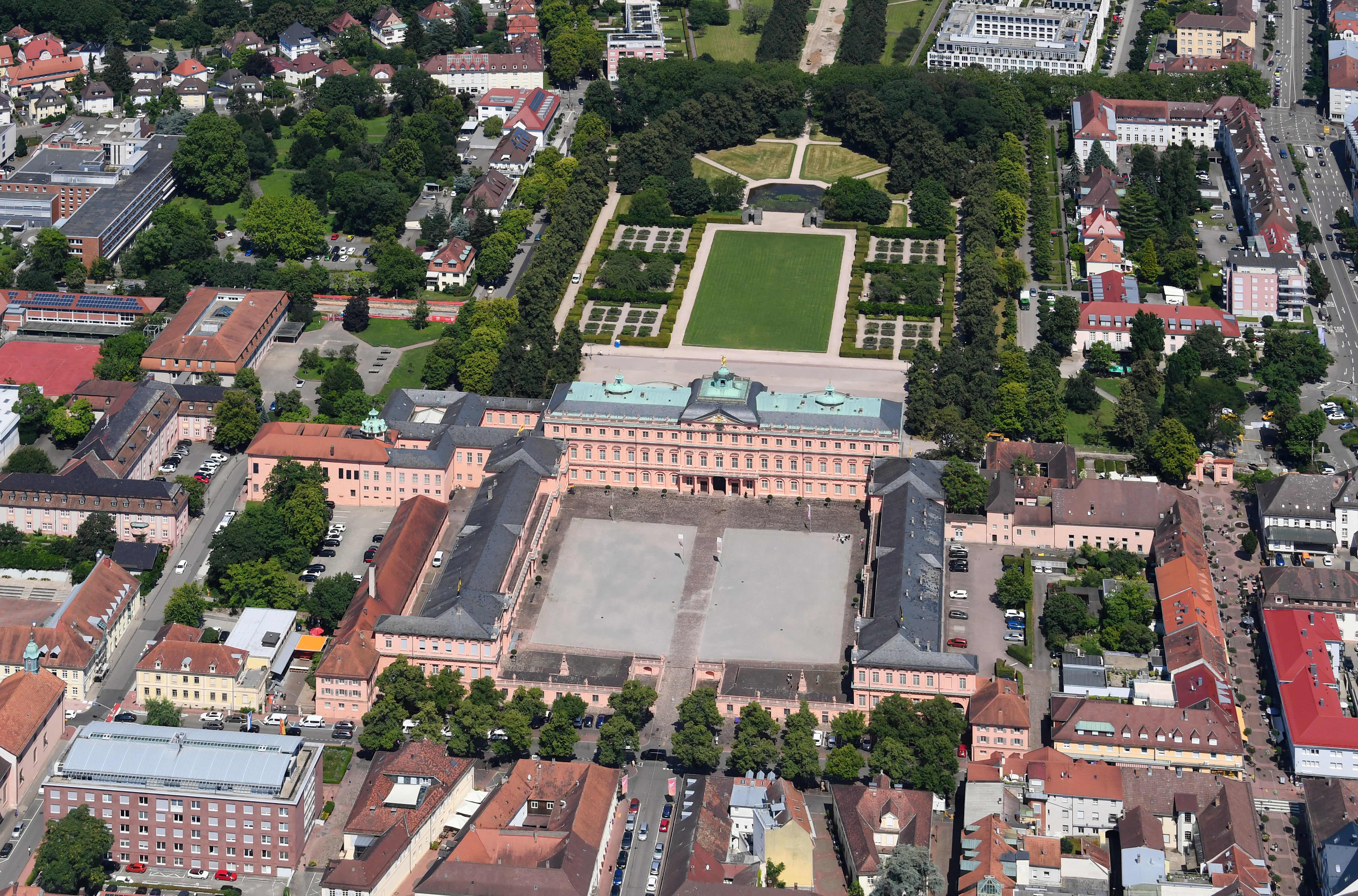
Schloss Rastatt, Luftbild

Nachdem im Pfälzischen Erbfolgekrieg 1689 die Residenz des Markgrafen Ludwig Wilhelm in Baden-Baden durch französische Truppen niedergebrannt wurde, ein Aufbau des dortigen Neuen Schlosses nicht mehr den repräsentativen Ansprüchen des badischen Herrschers genügte und er ein Heim für die ihm 1690 angetraute Prinzessin Franziska Sibylla Augusta von Sachsen-Lauenburg brauchte, entstand im Marktflecken Rastatt eine neue Residenz. Der italienische Hofbaumeister Domenico Egidio Rossi hatte von 1697 an in Rastatt im Auftrag des Markgrafen ein Jagdschloss erbaut. Bis zum Herbst 1699 hatte er dessen Flügelbauten bereits vollendet und mit dem als Corps de Logis bezeichneten Hauptbau begonnen, als der Markgraf anordnete, eine Residenz anstelle des Jagdschlosses zu errichten.
Unter Beibehaltung der vorhandenen Flügelbauten und von Teilen des Corps de Logis des Jagdschlosses entstand bis 1702 der Rohbau des heutigen Schlosses. Das inmitten der Rheinebene gelegene Dorf Rastatt wurde währenddessen 1700 zur Stadt erhoben. Bereits im Winter 1701/02 bezog der Markgraf mit seiner Familie die Flügelbauten, 1705 folgte ihm der Hof nach Rastatt. Die Residenz in Rastatt gilt hierbei als die älteste Barockresidenz am Oberrhein und wurde nach dem französischen Vorbild Versailles errichtet, in dem absolutistisch der Pate Ludwig Wilhelms, der Sonnenkönig Ludwig XIV., herrschte. Ganz Europa schaute auf die Machtfülle des französischen Monarchen und versuchte diesem nachzueifern. So ist es auch zu verstehen, warum Ludwig Wilhelm für das Rastatter Schloss die Summe von ca. 12 Millionen Gulden ausgab, um die Regenten in den deutschen Landen zu beeindrucken. Ludwig Wilhelm versuchte stets, die Kurwürde zu erlangen, und als man ihm nach seinen militärischen Erfolgen in den Türkenkriegen und am Rhein nicht die gewünschten Ehren verliehen hatte und die polnische Königswürde auch nicht mehr zu erhoffen war, versuchte er seine Machtansprüche durch den Prachtbau Rastatter Schloss zu untermauern.
Ludwig Wilhelm hatte selbst nicht viel von seinem Schloss, da er die meiste Zeit im Felde war und schon 1707 an einer Kriegsverletzung starb. Während der französischen Besetzung Rastatts verließ Markgräfin Franziska Sibylla Augusta das Schloss und ließ sich zeitweilig in Ettlingen nieder. Auch Baumeister Rossi hatte Rastatt verlassen, so dass der böhmische Baumeister Johann Michael Ludwig Rohrer mit dem weiteren Ausbau des Rastatter Schlosses beauftragt wurde. Beim weiteren Ausbau traten Bauschäden vor allem durch das von Rossi verwendete und nicht genügend abgelagerte Bauholz zu Tage, so dass Rossi in Italien zur Durchsetzung von Schadenersatz verhaftet wurde. Bei der Beseitigung der Bauschäden ergab sich die Möglichkeit für zahlreiche Umbauten. 1722 war der Umbau des Corps de Logis abgeschlossen, der auf Wunsch von Markgräfin Franziska Sibylla Augusta seit 1723 mit einer Jupiterfigur bekrönt wird. Die vergoldete Statue, von den Rastättern liebevoll „Goldener Mann“ genannt, schuf der aus Augsburg stammende Goldschmied Johann Jakob Vogelhund. Der oberste römische Gott Jupiter, mit einem Adler und Blitzen gegen seine Feinde gewappnet, symbolisiert hier den siegreichen „Türkenlouis“ Markgraf Ludwig Wilhelm. Die Originalfigur steht in der Vorhalle des Ahnensaals; auf dem Dach befindet sich heute eine Nachbildung.
1714 wurde im Schloss der Rastatter Friede unterzeichnet und damit der Spanische Erbfolgekrieg beendet. Im gesamten 18. Jahrhundert wurde das Schloss weiter um- und ausgebaut. Eines der Hauptprobleme des Bauwerks waren die von Baumeister Rossi ausgeführten hölzernen Flachdächer, die stets undicht blieben und sukzessive gegen Satteldächer und Blechdächer ausgetauscht wurden. Durch diese Dacharbeiten hat sich die ursprüngliche Dachlandschaft der Anlage stark verändert. Im 19. Jahrhundert diente das Gebäude als Kommandantur der Festung Rastatt. Während des Zweiten Weltkriegs blieb Schloss Rastatt von Bombenangriffen verschont.

## Beschreibung

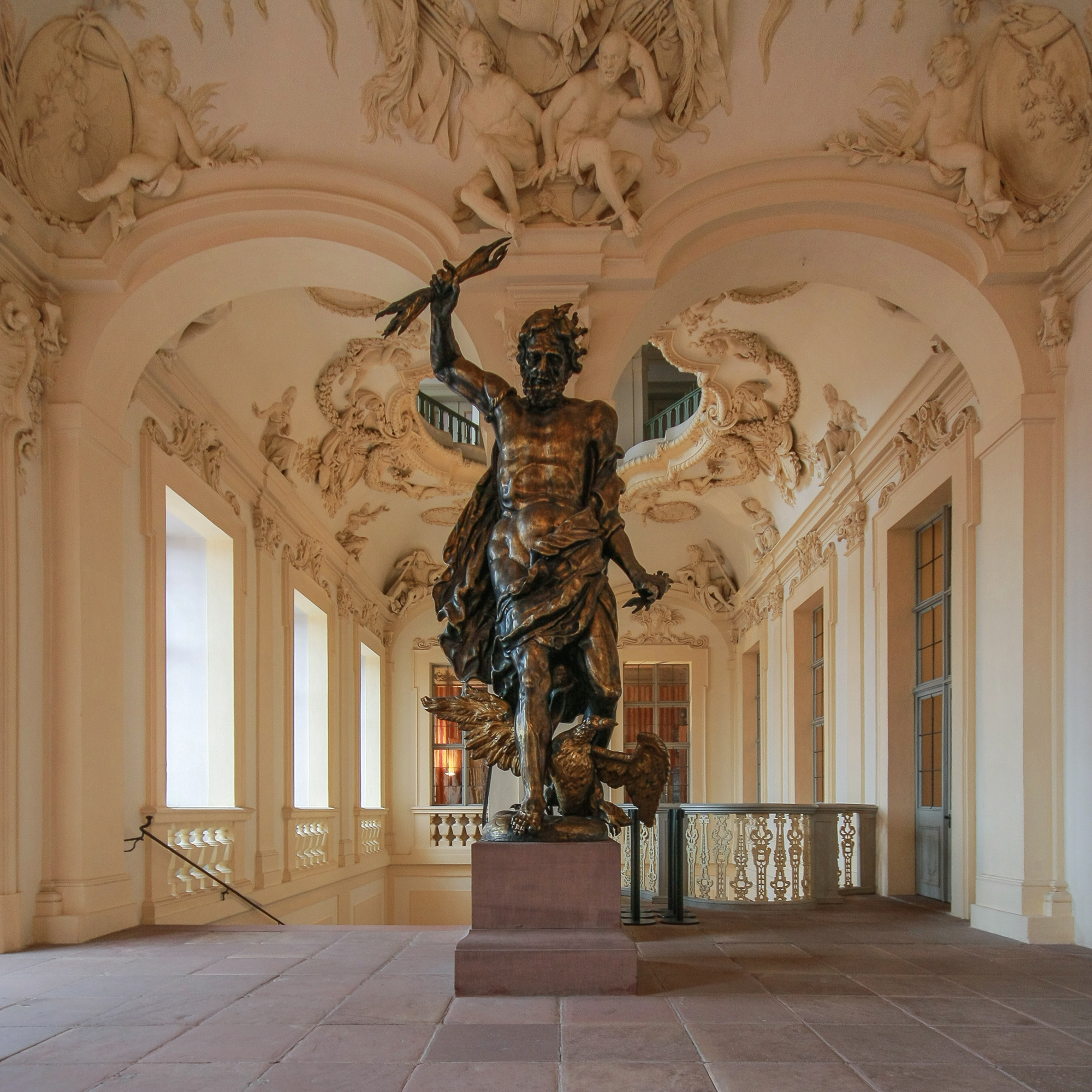
Goldener Mann

Das rechteckige dreistöckige Hauptgebäude, das sogenannte Corps de Logis, ist in 23 Achsen in der Länge und fünf Achsen in der Tiefe gegliedert. Die mittleren fünf Achsen des Hauptgebäudes treten als Mittelrisalit leicht hervor und weisen außerdem ein zusätzliches Attikageschoss mit kuppligem Dach sowie einen säulengetragenen Balkon auf. Zur Stadtseite hin bilden zwei zweigeschossige Seitenflügel (Bibliotheks- und Kongressflügel) mit dem Hauptbau (Corps de Logis) einen 90 Meter breiten und 76 Meter tiefen Ehrenhof. Eine balustradenbekrönte Terrasse schließt den Hof auf der vierten Seite zur Stadt hin ab. Auf der Gartenseite wird das Corps de Logis durch Flügelanbauten auf insgesamt 230 Meter verlängert. Damit ist Rastatt nach Mannheim das zweitgrößte Barockschloss in Südwestdeutschland.
Über zwei Treppenhäuser am Ende des Ehrenhofes erreicht man das Zentrum des langgestreckten Hauptbaus, in dessen Innern sich die markgräflichen Repräsentationsräume befinden. Nach dem Aufstieg über zwei beeindruckende Treppen voller Stuckaturen gelangt man in die Beletage. Der größte und schmuckvollste Saal ist hierbei der Ahnensaal; er ist mit einer Vielzahl von Fresken geschmückt und zeigt neben Bildern der Ahnen des Bauherrn viele gefangene Osmanen. Diese Fresken und die gefangenen Osmanen sollen jedem Besucher aufzeigen, dass der auch „Türkenlouis“ genannte Markgraf als der siegreiche Feldherr der Christenheit zu sehen ist, der Europa vor den Osmanen bewahrt hat. Die Decken der Prunkräume wurden im Auftrag von Markgraf Ludwig Georg mit Rokokostuck belegt. Diese Arbeiten wurden vom Bildhauer Johannes Schütz ausgeführt.
Je weiter man hierbei vom Ahnensaal ausgehend von Saal zu Saal vorschreitend in die Schlafgemächer gelangt, desto verzierter und pompöser werden die Gemächer. Von den Möbeln ist so gut wie nichts mehr erhalten geblieben, so dass man hier auf Versteigerungen angewiesen ist, um das Bild zu vervollständigen. Besonders ist auch die Bodenornamentik, die in verschiedenen Hölzern ausgelegt ein Zeugnis hoher Handwerkskunst darstellt. Die gesamte Schlossanlage war so dimensioniert, dass neben der Familie Ludwig Wilhelms noch die Regierung, die Verwaltung, Gästegemächer und die Dienerschaft darin Wohnraum fanden. Im Norden des Schlosses entstand die Schlosskirche mit ihrer reichen Barockausstattung, im Süden das nicht mehr erhaltene Theater.

## Nutzung
Schloss Rastatt ist für Besichtigungen geöffnet. Es zählt zu den landeseigenen Monumenten und wird von den Staatlichen Schlössern und Gärten Baden-Württemberg verwaltet. Das Innere beherbergt heute außer den als Schlossmuseum dienenden Prunkräumen auch das Amtsgericht Rastatt, das Wehrgeschichtliche Museum, welches auf das ehemalige Badische Armeemuseum zurückgeht, sowie die Erinnerungsstätte für die Freiheitsbewegungen in der deutschen Geschichte, welche auch Freiheitsmuseum genannt wird und 1974 auf Anregung des Bundespräsidenten Gustav Heinemann eingerichtet wurde.
Im Ahnensaal des Schlosses fanden zwischen 1946 und 1954 vor dem Tribunal Général der französischen Militärverwaltung auf der Grundlage des Kontrollratsgesetzes Nr. 10 etwa 20 große Strafverfahren gegen Verantwortliche der NS-Diktatur statt. Diese sogenannten Rastatter Prozesse umfassten zusammen mehr als 2.000 Angeklagte.
Für die Dreharbeiten zum kanadischen Politthriller Power Play diente das Schloss 1974 kanadischen Truppen als umkämpfte Kulisse.